# 젤다무쌍 대재앙의 시대
《젤다무쌍 대재앙의 시대》(영어: Hyrule Warriors Age of Calamity)는 닌텐도와 오메가포스가 개발하고 코에이에서 배급한 2020년의 액션 게임류 비디오 게임이다. 또한 《젤다무쌍 대재앙의 시대》는 닌텐도 스위치용으로 출시되었으며, 《젤다무쌍 대재앙의 시대》는 젤다의 전설 시리즈의 외전격인 무쌍 시리즈의 2번째 비디오 게임이다.

## 평가
《젤다무쌍 대재앙의 시대》는 발매 이후 메타크리틱과 오픈크리틱 등에서 액션 게임류치고는 79 ~ 80등의 괜찮은 점수를 받았다.

## 스토리
재앙 가논이 부활한 하이랄 왕국, 폐허가 된 젤다의 연구실 안에서 깨어난 작은 가디언 하나가 포탈을 만들어 뒤따라온 재앙 가논의 원념과 함께 과거로 떠난다. 과거로 간 작은 가디언은 젤다 일행과 함께 재앙 가논의 부활을 막기 위한 여정을 떠난다.
젤다의 전설 야생의 숨결의 100년전이라고 알려졌지만 미니가디언 테라코가 과거로 돌아오면서 모든 운명이 뒤바뀌어 재앙가논을 봉인해 야생의 숨결과다른 평행세계가 되었다.

## 게임 플레이
액션 게임류 답게 화려한 액션을 지니고 있으며, 젤다의 전설 브레스 오브 더 와일드에 등장하는 등장인물들(링크, 젤다, 미파, 다르케르, 우르보사, 리발, 하이랄 왕, 코가님, 임파, 테라코, 시드, 윤돌, 테바, 루쥬, 가논, 도사 미즈 코시아, 보쿠린, 대요정)으로 플레이가 가능하다.
시드, 윤돌, 테바, 루쥬는 미래에서 온 영걸의 후손 또는 관련 된 사람이다. 그 후 엔딩에서 젤다에 의해 다시 원래 미래 세계로 돌려보내진다.
프레임 드랍이 전반적으로 심한 편이다. 모션이 많은 맵의 경우는 프레임이 17프레임까지 떨어지기도 한다.

## 등장인물
- 링크 : 최연소로 영걸로 발탁이 난 영걸이자 하이랄 왕국의 공주 젤다의 호위무사이다. 마스터 소드에게 선택받았다.[2]
- 젤다 : 하이랄에 공주이며 여신 하일리아의 후예이다. 하테노 요새에서 아스톨이 소환한 커스가논들과 4대 1로 싸우는 링크를 보고 각성한다.
- 임파: 하이랄 왕실 집행 보좌관이며, 젤다와 함께 다닌다.
- 리발 : 리토족의 전사이자 네 명의 영걸중 한명이다. 또한 리발은 상승 기류를 발생시키는 힘을 갖고 있다.참수리의 활을 사용하며, 공중 사격에 재능을 갖고 있다.
- 다르케르 : 고론족의 호걸이자, 영걸중 한 명이며, 방패막을 생성할 수 있다. 사용하는 무기는 거암크러셔이다.
- 우르보사 : 겔드족의 수장이자 다섯 명의 영걸 중 한 명이며, 번개를 조종 할 수 있는 힘을 가지고 있다. 칠보의 나이프와 칠보의 방패를 사용한다.
- 미파 : 다섯 명의 영걸 중 한명이며, 영걸중 가장 신체 나이가 어려서 키가 작다. 치유능력을 가지고 있으며 링크를 좋아한다. 링크가 어릴 때도 미파를 만난적이 있다. 동생 시드가 있으며 조라족의 왕녀이다.
- 테라코 : 하얀색의 작은 가디언이며, 또다른 미래인 재앙 가논이 부활한 하이랄에서 재앙 가논과의 원념과 함께 과거에서 포탈을 열고 온 작은 가디언이며, 과거로 온 후부터 젤다 일행을 따라다닌다. 그때는 레노로 나오지만, 진짜 이름은 테라코고 젤다가 어릴적에 만든 소형 가디언이었다. 하지만 젤다의 아버지, 로암 보스파라무스 하이랄이 박스에 넣어두었었고, 젤다는 이를 너무 어렸을 적 일이라 까먹었었지만 기억해낸다. 테라코는 가논의 원념에 오염되어 적이 되기도 하지만, 마지막에는 젤다를 위해 희생한다. 그리고 엔딩 후, 퀘스트를 통해 플레이어블로 부활한다.
- 가디언 : 예언으로 발굴된 고대의 기계. 커다란 크기에 전신에 장갑을 두르고 있는데 생명체인지 기계인지 알 수 없다. 대부분의 가디언들이 위력이 매우 강한 레이저로 공격하지만 몇몇 가디언들은 무기를 들고 공격할 때도 있다. 자신의 의지로 움직이며 원념이 깃들면 틀이 빨간색이 되고, 원념이 들지 않은 것은 주황색, 파란색 등이 된다. 힘의 시련의 가디언이 예시이다.
- 코가님 : 100년 전의 이가단의 수장이다. 자기 부하들을 아끼고 바나나를 좋아한다.
- 수파 : 코가님을 지키는 호위무사이다.
- 아스톨 : 재앙 가논의 편이며, 링크 일행을 방해하다가 재앙 가논에게 잡아먹힌다.
- 하이랄 왕 : 예언에 맞서는 왕이다. 노인으로도 변신할 수 있다.
- 재앙 가논 : 링크의 마스터소드에 당하고 젤다의 봉인의 힘으로 인해 봉인된다.
- 보쿠린 : 코로그의 숲에 사는 캐릭터이다. 게임 내에서는 공격하는 캐릭터로 나온다.
- 대요정 : 브레스 오브 더 와일드(BoTw)에서는 옷을 강화해주지만 무쌍에는 적들을 공격하는 히어로가 된다.
- 프루아, 로베리 : 고대 기술을 연구하는 2명의 천재 연구원이다.
- 도사 미즈 코시아 : 링크에게 시련을 내리는 도사이다.

## 추가 정보
DLC 1탄이 나와서 여러 퀘스트들과 플레이어블 캐릭터가 추가되었고, DLC 2탄이 나오면 다른 여러 캐릭터들도 출시될 예정이다.(아스톨같은 캐릭터가 나올 수 있는 것 같다.)

## 같이 보기
- 젤다무쌍 하이랄의 전설들
- 젤다의 전설 브레스 오브 더 와일드
- 젤다의 전설 스카이워드 소드
- 젤다의 전설 꿈꾸는 섬